# Bernhard Hirtreiter

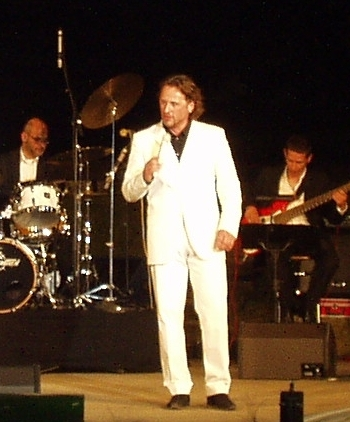
Hirtreiter beim Konzert in Weißenburg

Bernhard Hirtreiter (* 28. Juni 1966 in München) ist ein deutscher Tenor. Er gehörte von 1997 bis Ende des Jahres 2006 der Formation Die Jungen Tenöre an. Im November 2006 begann er seine Solokarriere.
Er galt als der Romantiker unter den drei Sängern. In seiner Familie hat Musik immer eine große Rolle gespielt, der Vater spielte Fagott und die Mutter war Sängerin. Sein Bruder Andreas Hirtreiter ist ebenfalls ein bekannter Tenor. 
Hirtreiter lebt seit 1997 mit der Sopranistin Beata Marti zusammen, die er am 11. November 2006 in der ZDF Sendung Willkommen bei Carmen Nebel vor Millionenpublikum geheiratet hat. Das Paar hat zwei Töchter: Liliana (* 1999) und Marlene (* 2004). 
Am 10. November 2006 veröffentlichte er bei Ariola sein Debüt-Album mit dem Titel Du bist die Liebe. Im Jahr 2010 veröffentlichte er mit seiner Frau gemeinsam sein zweites Album Musik kann keine Sünde sein.

## Diskografie

### Alben
- 2006 – Du bist die Liebe